# Muralles de Sant Mori
Muralles de Sant Mori són unes restes de muralla del municipi de Sant Mori (Alt Empordà) inclosa en l'Inventari del Patrimoni Arquitectònic de Catalunya.

## Descripció
Situades dins del nucli urbà de la població de Sant Mori, envoltant el nucli antic de la vila.
Es tracta de les restes de l'antiga muralla que envoltava el nucli, a l'entorn del barri del Castell. En concret hi ha dos trams identificats. Al nord del nucli, a l'inici del carrer de la Marquesa de Sant Mori, hi ha un casal conegut com a Can Felip, que conserva les restes d'una torre de planta rectangular, actualment integrada a l'edifici per la banda nord-oest. El parament encara conserva algunes petites espitlleres integrades i està bastit amb pedra sense desbastar i còdols, disposats de manera més o menys regular i amb carreus a la cantonada. El casal està configurat per diversos cossos adossats, distribuïts en planta baixa i dos pisos i amb cobertes de doble vessant de teula. Destaquen dues grans arcades de mig punt situades a la planta baixa, que donen lloc a una gran terrassa en el primer pis, i el portal d'accés principal a l'habitatge, emmarcat amb carreus de pedra i la llinda plana gravada amb la inscripció "IHS JOAN REGLAR A 16 IANER 1636". La construcció presenta altres finestres emmarcades amb carreus de pedra calcària desbastats.
A l'extrem de migdia del nucli, prop de l'ajuntament, hi ha un altre tram de la muralla, que actualment forma part d'un habitatge que fa cantonada amb l'inici del carrer de la Marquesa de Sant Mori. En aquest cas, el parament és bastit amb pedra escairada disposada regularment, i adaptada al desnivell del terreny.

## Història
L'antic nucli de Sant Mori té els seus orígens en l'època medieval, i antigament, el Castell i l'església de Sant Maurici, juntament amb les diferents cases que l'envoltaven i que crearen l'anomenat barri del Castell, estaven circuïts per una muralla.
Encara que no s'ha trobat documentació que puguin datar exactament el període en què es va fortificar Sant Mori, hom pensà que el recinte fou protegit durant les guerres del segle xv.